# Verwaltungsgemeinschaft Altmühltal
Die Verwaltungsgemeinschaft Altmühltal liegt im mittelfränkischen Landkreis Weißenburg-Gunzenhausen und wird von folgenden vier Gemeinden gebildet:
1. Alesheim, 965 Einwohner, 20,45 km²
2. Dittenheim, 1924 Einwohner, 29,33 km²
3. Markt Berolzheim, Markt, 1320 Einwohner, 14,56 km²
4. Meinheim, 857 Einwohner, 16,35 km²

Einwohnerstand: 31. Dezember 2015
Sitz der Verwaltungsgemeinschaft ist Meinheim. In ihr leben etwa fünf Prozent der Bevölkerung des Landkreises Weißenburg-Gunzenhausen (Stand 2015). Sie liegt im Süden Mittelfrankens. Namensgebend ist die Altmühl, der längste Fluss der Region. Die Verwaltungsgemeinschaft umfasst eine Fläche von 80,66 Quadratkilometern, das entspricht etwa acht Prozent der Landkreisfläche.